# Kmečka povest
Kmečka povest (za krajše tekste tudi vaška zgodba, za daljše pa kmečki roman) je eden najobsežnejših žanrov v slovenski pripovedni tradiciji. Zanjo je značilno, da so glavne osebe kmetje ali druge osebe, tesno povezane s kmečkim okoljem in načinom življenja. 

## Zgodovina kmečke povesti
Leta 1868 sta izšli prvi slovenski izvirni klasični kmečki povesti večje dolžine, Jurčičev Sosedov sin in Stritarjeva Svetinova Metka. O kontinuiranem nastajanju daljše kmečke povesti pa lahko govorimo šele od leta 1875 naprej, po zaslugi prvega vztrajnejšega tvorca Josipa Vošnjaka. Prvi vrh je kmečka povest doživela v začetku devetdesetih let 19. stoletja (tedaj se je pogosto pojavljalo ime Frana Jakliča), potem pa še na začetku 20. stoletja. Občuten padec v produkciji je opazen v začetku dvajsetih let in verjetno izvira iz travmatičnih posledic prve svetovne vojne. Takoj zatem sledi silovit vzpon s količinskim vrhom in z največ naslovi v drugi polovici tridesetih let, kar se časovno pokriva z gospodarsko krizo. Do leta 1920 so nastajala večinoma kratka besedila, nato pa vedno daljša. Po letu 1945 je produkcija kmečke proze drastično upadla in se potem le počasi obnavljala, nikoli več pa ni dosegla stanja iz let pred drugo svetovno vojno. Značaj povojne kmečke pripovedi je prepoznaven po izraziti delavski in mestni tematiki ter politizaciji kmečkega življenja).
Založniško je kmečko povest podpirala predvsem konservativna nazorska skupina. Največ naslovov sta izdali Mohorjeva družba (knjižna zbirka Slovenske večernice) in revija Dom in svet. V konkurenčni reviji Ljubljanski zvon je izšlo precej manj kmečkih povesti kot v Domu in svetu, drugačno pa je razmerje med časopisoma, kar se tiče refleksije o žanru. Ljubljanski zvon je bil tvorec definicije kmečke povesti, največkrat v obliki knjižne ocene.

## Struktura kmečke povesti
Tematika ali snov kmečke povesti je kmetstvo, gre torej za osebe in dogajanje iz kmečkega sveta in za kmečko okolje. Osnovna tema znotraj kmečke tematike pa je lastninski odnos. Prepletajo se ljubezenski, gospodarski, etični, kriminalni in folklorni motivi. Gospodarski motivi se pojavljajo zlasti v t. i. gospodarskovzgojni večerniški povesti, največkrat gre za generacijski ali lastninski konflikt med očetom in sinom, ki doživi epilog v obliki očetove smrti, vdaje, kesanja ali sprave. Pri etičnih motivih bi lahko izpostavili osebe, ki so dobre ali zle. Pisateljem so bile literarno zanimive zle ženske, prešuštnice, manj pogost pa je lik dobre matere. Pomembna značilnost kmečkih povesti so tudi kriminalni motivi, po navadi so to umor, poskus umora, detomor ali pretep. Folklorni motivi sicer nimajo pomembne vloge v razvoju dogodkov, skrbijo pa za posebno atmosfero in so najpogostejši, skoraj obvezni element kmečke povesti. Prisotni so delovni motivi košnje in oranja, delo in zabava na planini, žetev, paša, prazniki kot na primer božič, velika noč, prazničen je tudi motiv nedelje. Sem spadajo tudi pogrebi, rojstva, poroke ter alkoholizem, vraževernost, kvartopirstvo in berači. Na planinsko kmečko povest je omejen motiv divjega lova.
Najvažnejša je kategorija doma. V primerjavi s klasičnim evropskim romanom, kjer je osnovna kategorija junak, je to najočitnejša posebnost kmečke povesti. Če je šlo pri evropskem romanu za spopad junaka s svetom z namenom, da svet spremeni, gre tukaj večinoma za prizadevanje junaka, da ohrani dom, se poroči ali spremeni zasedbo doma. Spremembo zahteva dom in ne junak. V taki strukturi junak torej ni pravi junak, saj njegova dejanja niso stvar svobodne odločitve, ampak nuje. Ostale teme, na primer ljubezenska, so v kmečki povesti podrejene lastninski.
Približno tri petine del tega žanra zaznamuje uspešen, pozitiven oziroma srečen konec dogajanja, največkrat v obliki poroke, včasih pa tudi druge poroke, ki je popravek prvega, neustreznega razmerja, za katerega so večinoma krivi starši. Z motivom druge poroke je povezan motiv poznega otroka. Naloga pozitivnega konca je iz porušenega ravnotežja, ki je prisotno na začetku povesti, spet zgraditi red in ravnotežje. Za zgodnejše obdobje v razvoju kmečke povesti je značilna tudi kombinacija pozitivnega in negativnega konca. Običajno je konec uspešen za pozitivno glavno osebo in neuspešen za negativno. Pojavljajo se tudi perspektivistični konci, rešitve v smislu moralne zmage kljub fizičnemu porazu pa so izjeme. Negativnih izidov je približno dve petini, pri polovici to pomeni smrt. Razmerje med pozitivnimi in negativnimi zaključki ni bilo v vseh letih enako. Pred prvo svetovno vojno je bil pesimizem na vrhuncu, tik po vojni pa negativnih koncev sploh ni bilo. Pred drugo svetovno vojno je delež negativnih koncev spet narasel in tako svaril pred posledicami družbenega spopada.

## Avtorji kmečke povesti
Avtorji so se večinoma rodili na podeželju (največ jih izvira iz Gorenjske, Štajerske in Primorske) in se nato precej selili, zlasti v Ljubljano, kjer je dlje časa preživela polovica tistih z znano biografijo. V Ljubljani je izšlo vsaj 60 % vseh kmečkih povesti. Po poklicni strukturi prevladujejo duhovniki, profesorji, uradniki in učitelji. Po številu del in obsegu opusa v besedah si avtorji sledijo v naslednjem vrstnem redu: France Bevk, Miško Kranjec, Fran Detela, Janez Jalen, Fran Jaklič, Ivan Matičič, Jože Dular, Ivan Albreht, Fran Zbašnik, Prežihov Voranc, Narte Velikonja, Jan Plestenjak, Lojze Zupanc, Andrej Budal, Fran Saleški Finžgar, Slavko Savinšek, Anton Ingolič, Ivo Šorli, Janko Kač, Stanko Kociper, Jožef Urbanija, Josip Kostanjevec, Ksaver Meško, Matija Malešič, Ivan Pregelj, Ivan Štrukelj, Ivan Cankar, Boris Rihteršič, Gustav Strniša, Vladimir Levstik, Drago Ulaga, Juš Kozak, Josip Vošnjak, Franc Kolenc.

## Razvojni tipi kmečke povesti
Skozi celotno obdobje nastajanja kmečke povesti so se pojavljali različni razvojni tipi, ki so nastajali eden iz drugega oziroma iz opozicije proti izročilu. Vse te različice sestavljajo celoto, ki jo lahko poimenujemo kmečka povest:
- vajevska kmečka povest (zanjo je značilno, da glavne osebe niso nujno kmetje in da se kmečka tematika prepleta z meščansko);
- idilična kmečka povest (idila pomirja socialna nasprotja ali pa jih sploh ne omenja, folklorni elementi tu količinsko prevladujejo, posredovanje folklornega sentimenta je tudi glavno sporočilo);
- večerniška kmečka povest (je najobsežnejša veja žanra, zanjo je značilna poučnost v različnih oblikah: gospodarska, politična, etična, verska);
- folklornorealistična kmečka povest (zanjo je značilna izrazita nefabulativnost, temelji na realnih dogodkih, prisotnih pa je tudi precej folklornih elementov);
- tradicionalna kmečka povest (je nejasno prostorsko definirana, temeljni motiv pa je generacijski konflikt, ki se hitro in ugodno reši, prisotni so tudi praznični folklorni motivi; ta veja je najbolj zančilna za Josipa Jurčiča);
- naturalistična kmečka povest (obsega malo besedil, uvaja motivne novosti, npr. prešuštvo, ki postanejo predmet scenske obdelave, nastopajo nekmečke osebe, do kmečkega kolektiva pa je zavzeta negativna pripovedna perspektiva; predstavnika te veje sta Zofka Kveder in Fran Govekar);
- patriotska kmečka povest (pojavlja se okrog prve svetovne vojne);
- pokrajinska kmečka povest (predstavlja specifične probleme določene pokrajine);
- domačijska kmečka povest (gre za besedila večje dolžine, ki predstavljajo dom in družino kot največjo vrednoto);
- popularna kmečka povest (zanjo je značilen senzacionalizem, osrednje mesto večkrat zavzema zla oseba);
- klasična kmečka povest (značilna je za Frana Saleškega Finžgarja, junaki tukaj ne propadejo po lastni krivdi, ampak zaradi razmer);
- Cankarjeva kmečka povest
- ekspresionistična kmečka povest (opisuje izjemne osebe, značilna je za Franceta Bevka in Juša Kozaka);
- socialnorealistična kmečka povest (pomemben je motiv kmečkega proletariata).

## Vir
- Miran Hladnik: Slovenska kmečka povest. Ljubljana: Prešernova družba, 1990. (COBISS)
- Podatkovna zbirka Slovenska kmečka povest Arhivirano 2013-10-19 na Wayback Machine.